# Hovgården
Hovgården és un lloc arqueològic situat en una llengua de terra de l'illa d'Adelsö, al llac Mälarenen, al poblat Adelsö del municipi d'Ekerö, a Suècia. Va ser fundat durant l'època vikinga a la fi del segle VII i abandonat al segle x.
Al costat de Birka, també al llac Mälaren, són els exemples millor conservats d'assentaments vikings. Tots dos van ser inclosos el 1993 en la llista del Patrimoni de la Humanitat de la Unesco sota la denominació «Birka i Hovgården».

## Alsnöhus
Alsnöhus fou el palau reial d'Hovgården.

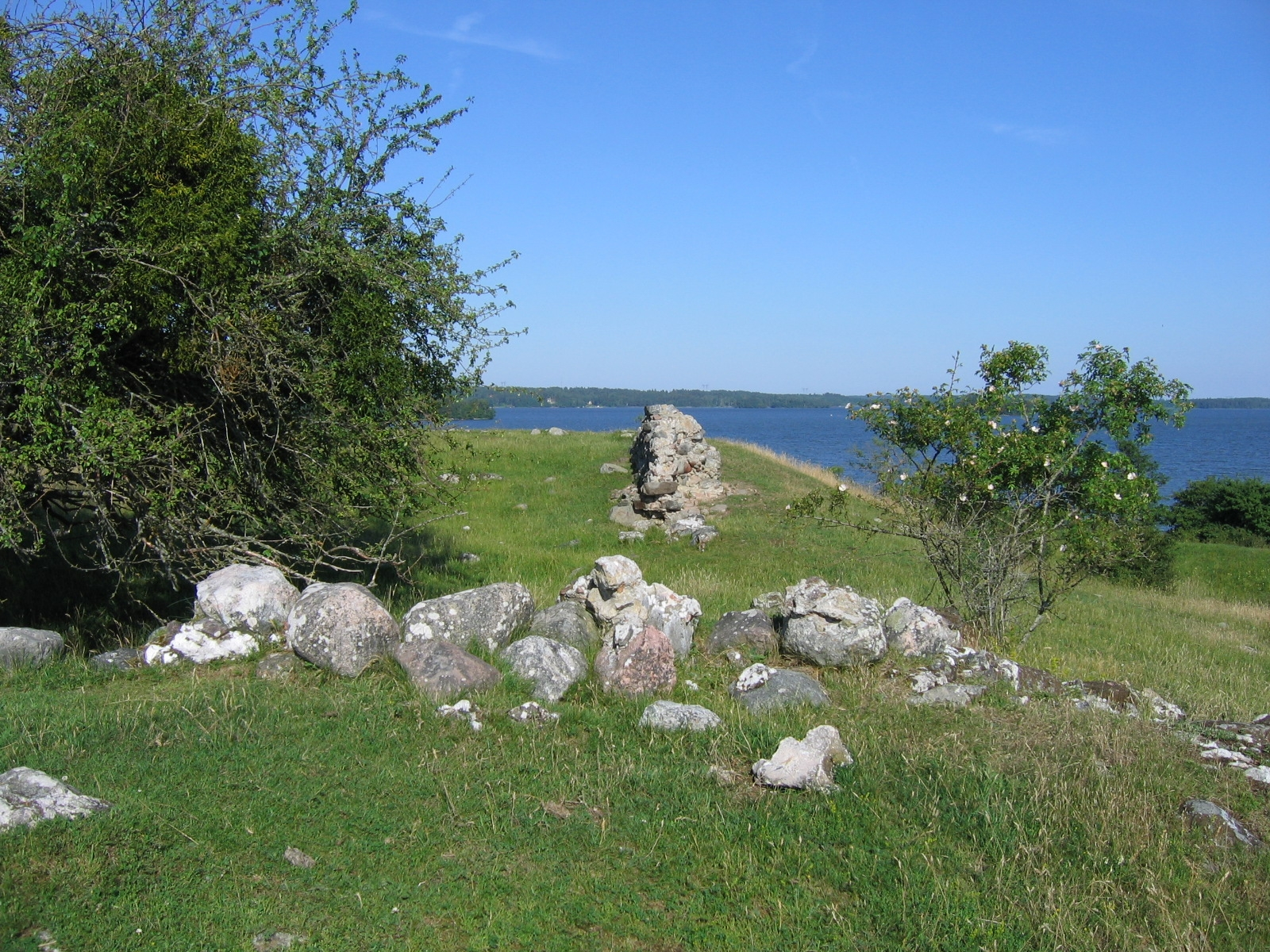
Ruïnes d'Alsnöhus

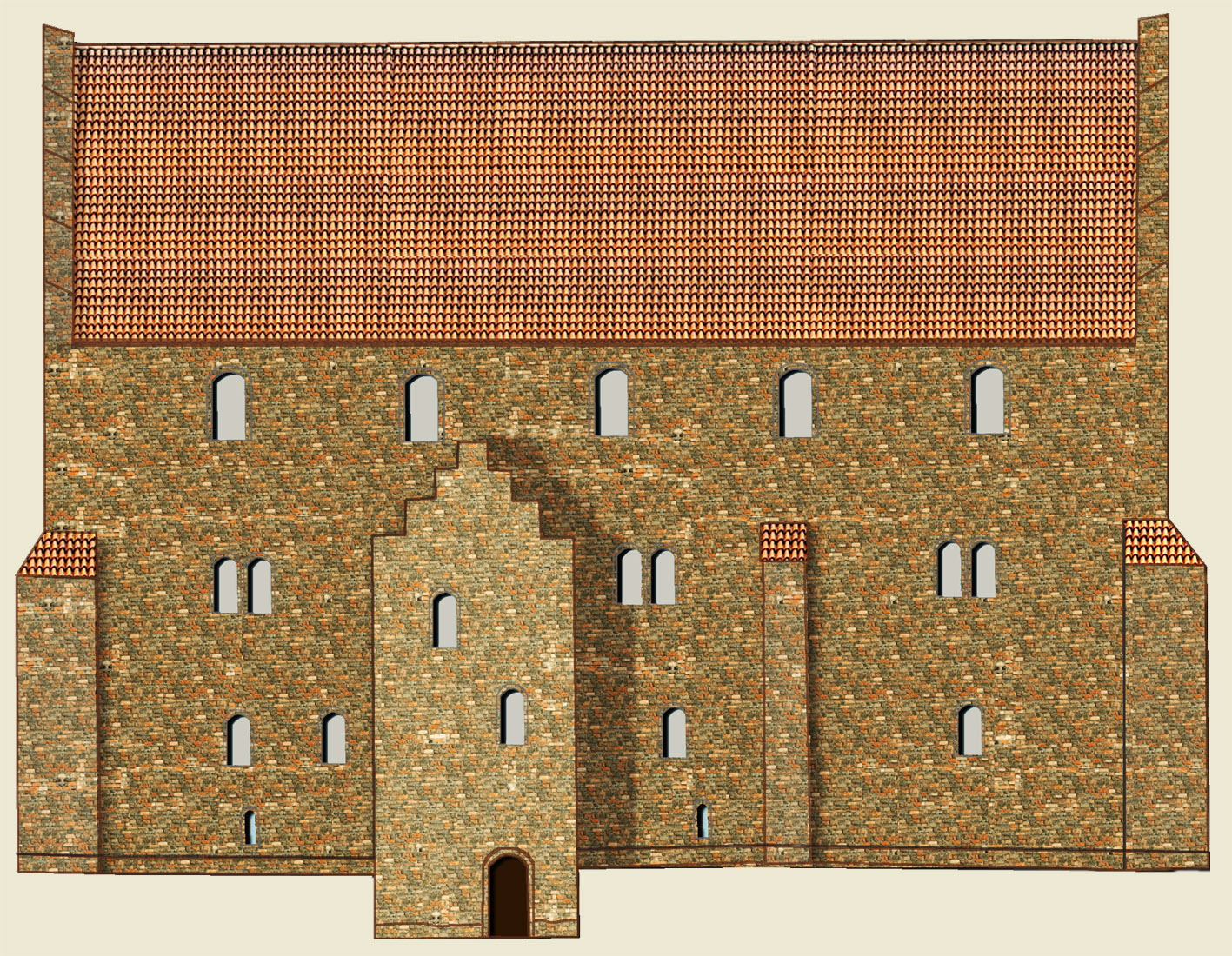
Reconstrucció d'Alsnöhus